# Anita Muižniece

Imagem da política letã Anita Muižniece.

Anita Muižniece é uma política da Letónia. Ela desempenha funções no governo de Kariņš da Letónia como Ministra da Educação e Ciência. Ela é filiada ao Novo Partido Conservador.